# Cambriano medio
Il Cambriano medio è una epoca della scala dei tempi geologici, parte del periodo cambriano. Si estende da 513 Mya (Million years ago, milioni di anni fa) a 501 Mya.
È diviso in due sottoepoche (non ancora denominate):
- Cambriano III (513-507 Mya)
- Cambriano IV (507-501 Mya)